# Kahl am Main
Kahl am Main (chính thức Kahl a. Main) là một xã nằm ở huyện Aschaffenburg, thuộc Regierungsbezirk Unterfranken, bang Bayern, Đức. Nơi đây có dân số khoảng 7.500 người.

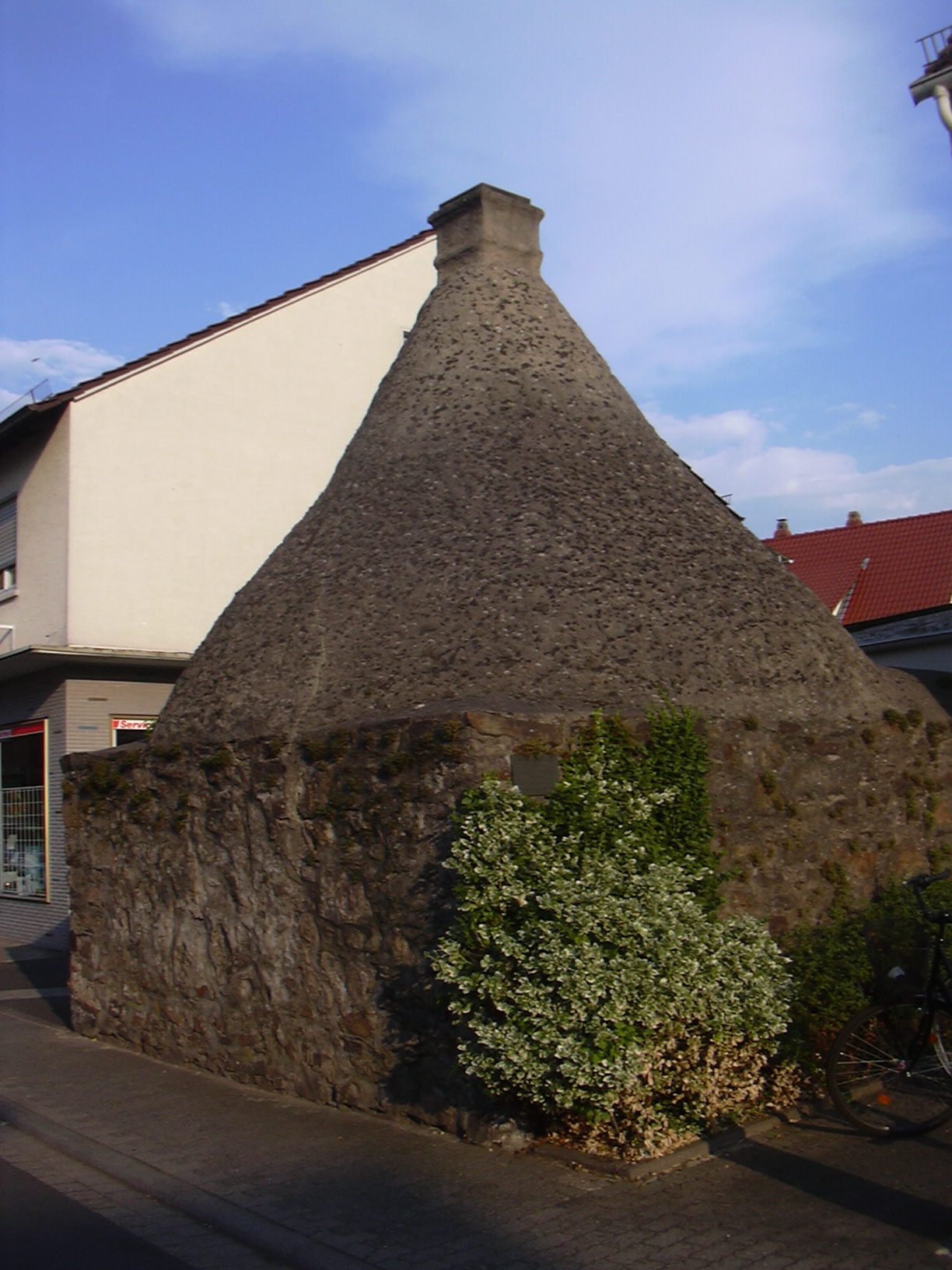
Lò bánh (khoảng 1650)